# Batalha de Gulnabade

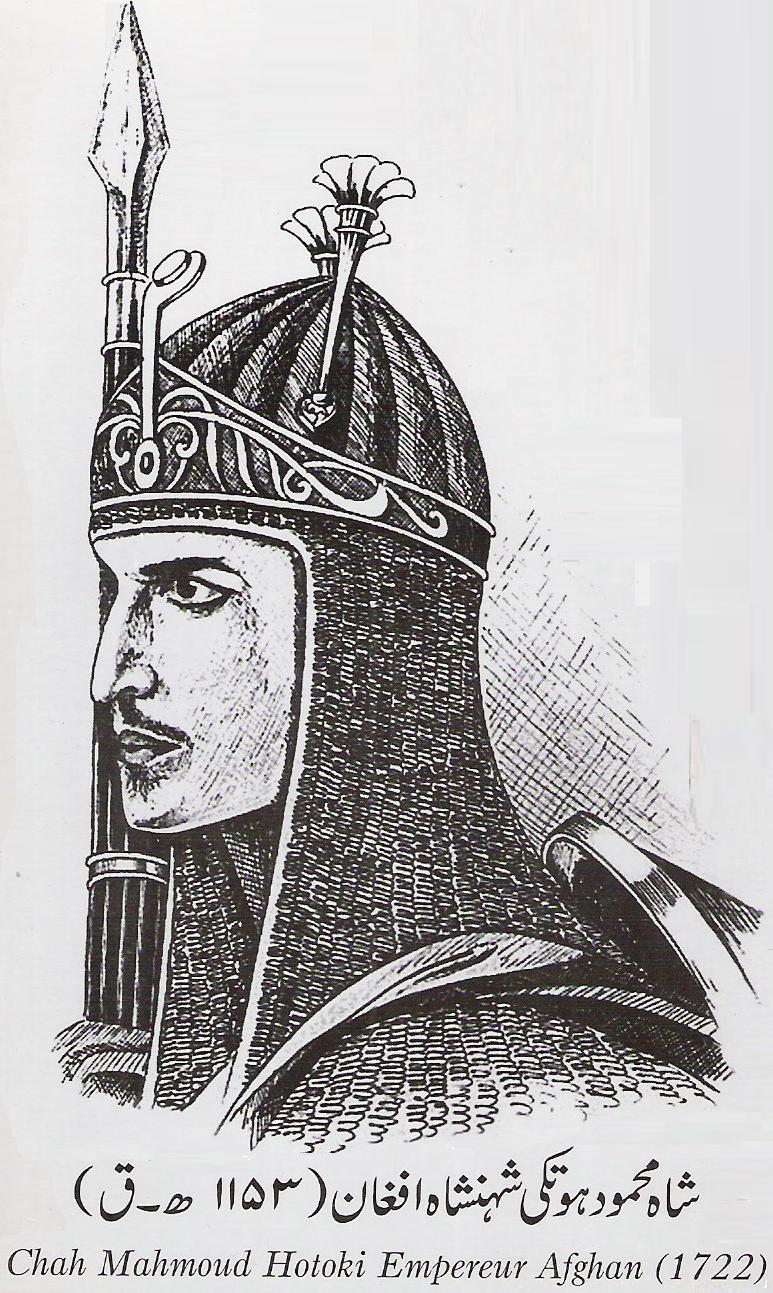
Esboço moderno de Mahmud Hotaki

A Batalha de Gulnabade (8 de março de 1722) foi embate travado entre as forças militares afegãs e do exército persa do Império Safávida. A batalha resultou na vitória do Afeganistão do xá Mamude, o que permitiu que os afegãos controlassem grande parte da Pérsia. O xá Huceine, governante da Pérsia, foi capturado durante a batalha. Isso permitiu que a rica e poderosa Pérsia caísse em anarquia, com as suas cidades sendo saqueadas, mulheres de famílias proeminentes casadas à força com poderosos homens do Afeganistão, com o estreitamento de linhas de sangue nobres entre os dois países. Além disso, cimentou a eventual queda do Império Persa.
A batalha ocorreu em Gulnabade (ou Gonabade) na atual província de Coração Razavi, Irã. Um observador da batalha descreve o exército persa como sendo muito bem equipado, com cavalos pródigos e uniformes, superando inclusive as forças afegãs. Pelo contrário, as forças afegãs foram descritos como sendo de formações soltas, carecendo de uniformes, com fome e com necessidade de equipamentos:
"O sol só apareceu no horizonte quando os exércitos começaram a observar uns aos outros com a curiosidade tão natural nestas ocasiões terrível. O exército persa acabou de sair da capital, sendo composto de tudo o que era mais brilhante da corte, parecia como se tivesse sido formado para fazer uma mostra de beleza do que para lutar. A riqueza e variedade das suas armas e vestimentas, a beleza de seus cavalos, o ouro e pedras preciosas com que alguns de seus ombros estavam cobertos, e a riqueza de suas tendas contribuiu para tornar o acampamento persa muito pomposo e magnífico".
"Do outro lado havia um corpo muito menor de soldados, desfigurado pela fadiga e pelo calor do sol. Suas roupas eram tão esfarrapada e rasgadas - fruto da longa marcha que eles haviam feito - mal sendo o suficiente para cobri-los das intempéries e, sendo os seus cavalos enfeitados com apenas couro e latão, não havia nada de brilhante sobre eles, além de suas lanças e sabres."
No entanto, seria os poderosos guerreiros afegãos os vencedores da guerra. Acredita-se que o número de vítimas persas da batalha de Gulnabade seja de 15 000 soldados dos 50 000 homens ao todo, sendo que o exercito afegão constituído de apenas de 20 000 homens - o número de perdas afegãs é desconhecido.
Foi na sequência da batalha que os afegãos sitiaram a cidade persa de Ispaã (que era capital na época), durante seis meses, conquistando-a depois.